# Mola (Fluss)
Der Mola ist ein Fluss in Osttimor.

## Verlauf
Der Mola und sein Nebenfluss Aiuliu entspringen im Suco Mau-Nuno (Verwaltungsamt Ainaro) und folgt dann der Grenze zwischen den Gemeinden Cova Lima und Ainaro, bevor er schließlich durch das Verwaltungsamt Zumalai fließt und schließlich in die Timorsee mündet. Aus Zumalai treffen auf den Mola die Nebenflüsse Beleten, Seldena und Fatoro. Der Tale ist ein Nebenfluss des Fatoro.